# Vagn Skærbæk
Vagn Skærbæk (født 1963 i Danmark) er en fiktiv figur, der optræder i drama-serien Forbrydelsen fra 2006 – 2007. Han er medarbejder i det lille flyttefirma Birk Larsen, ejet af hans bedste ven Theis Birk Larsen. Vagn er spillet af skuespilleren Nicolaj Kopernikus.

## Historie
Vagn er Theis' bedste og ældste ven. De betragter sig som brødre, og da Pernille Birk Larsen giftede sig med Theis fik hun Vagn med i tilgift. Han er en del af familien – et møbel, der altid flytter med, og som alle elsker.
De to børn, Anton og Emil, holder meget af deres onkel Vagn – han er den bedste babysitter, for der bliver set stort på regler og forbud, når Vagn bestemmer. Hans eget privatliv er løst i koderne, og han har nogle faderskabssager bag sig. Vagn duer ikke til parforhold og stabilitet, men samtidig er det det, der drager ham mod Theis og Pernilles trygge hjem.
Vagn var en del af den samme kriminelle fortid som Theis, og det har ikke helt sluppet grebet. Han arbejder i flyttefirmaet og er en uvurderlig hjælp og støtte for Theis men kører af og til en lyssky forretning i weekenderne.
I afsnit 17. bliver han sigtet af politivicekomissærerne Sarah Lund og Jan Meyer for at være gerningsmanden til drabet på Birk Larsen-famillien 19-årige datter, Nanna.
I afsnit 20 indrømmer han overfor Theis, at det var ham der myrdede Nanna. Vagns  liv ender, da han bliver skudt af sin tidligere bedste ven.